# 일리천 전투
일리천 전투는 936년(고려 태조 19) 9월에 고려군과 후백제군이 일선군(一善郡)의 일리천(一利川, 구미시 인동동)에서 치른 전투로, 고려가 후백제에 압도적으로 승리하였다. 이 전투에서 후백제군은 견훤(甄萱)이 고려군으로 참전한 것을 보고 사기가 크게 떨어져 고려군에 투항하는 병사가 속출하면서 대패하게 된다. 신검의 후백제군은 황산벌로 패주해 황산 전투로 이어졌으나 추격해온 고려군의 군세와 위용에 놀라 결국 항복함으로써 후백제는 멸망하였고, 고려태조 왕건이 후삼국 통일을 이루는 것으로 귀결되었다.
후백제군에서 목을 베인 병사가 5,700명에 사로잡힌 병사가 3,200명이었다. 고려는 사로잡은 병사들을 고향으로 돌려보내고, 장수 40명을 경도로 압송하였다가 참했다. 양검과 용검은 귀양보냈다가 죽이고, 주장 신검은 살려두니 견훤이 울화를 못이기고 곧 죽었다.

## 고려군의 일리천 진용
총지휘부 태조 왕건, 견훤
좌강(左綱)
- 대상(大相) 견권(堅權), 술희(述希), 황보금산(皇甫金山) 원윤(元尹) 강유영(康柔英) 등 마군(馬軍) 1만명
- 지천군(支天軍) 대장군(大將軍) 원윤 능달(能達), 기언(奇言), 한순명(韓順明), 흔악(昕岳), 정조(正朝) 영직(英直), 광세(廣世) 등 보군(步軍) 1만명

중군(中軍)
- 명주대광(溟州大匡) 왕순식(王順式) 대상 긍준(兢俊), 왕렴(王廉), 왕예王乂), 원보 인일(仁一) 등 마군(馬軍) 2만명
- 대상 유금필(庾黔弼), 원윤 관무(官茂), 관헌(官憲) 등 흑수(黑水),달고(達姑),철륵(鐵勒) 제번[1]경기[2](諸蕃勁騎) 9,500명
- 우천군(祐天軍) 대장군 원윤 정순(貞順), 정조 애진(哀珍) 등 보군(步軍) 1천명
- 천무군(天武軍) 대장군 원윤 종희(宗熙), 정조 견훤(見萱) 등 보군(步軍) 1천명
- 간천군(杆天軍) 대장군 김극종(金克宗), 원보 조간(助杆) 등 보군(步軍) 1천명

우강(右綱)
- 대상 김철(金鐵), 홍유(洪儒), 박수경(朴守卿), 원보(元甫) 연주(連珠), 원윤 훤량(萱良) 등 마군(馬軍) 1만명
- 보천군(補天軍) 대장군 원윤 삼순(三順), 준량(俊良), 정조 영유(英儒), 길강충(吉康忠), 흔계(昕繼) 등 보군(步軍) 1만명

3군 원병(三軍援兵)
- 대장군 대상 공훤(公萱), 원윤 능필(能弼), 장군(將軍) 왕함윤(王含允) 등 기병(騎兵) 300명
- 제성군(諸城軍) 14,700명

## 실제 고려군의 규모
고려사에 따르면 일리천 전투에 동원된 고려군은 87,500명에 달하고 삼국사기에선 10만명이 넘는 병력을 동원하였다고 기록되어있지만 국사편찬위원회 간행물인 《한국사》에서 분석한 바에 따르면 이는 고려사 편찬자의 잘못에 의해 과장되었으며 특히 6만3000명에 달하여 병력의 대부분을 차지하는 태조 직속 군대의 실제 규모를 6000명 이하로 추정된다는 의견도 있다. 단, 각주에 링크 된 국편위 게시글 맨 아래 부분을 보면 알 수 있듯 이러한 주장은 결코 학계에서 통용되는 정설이 아니며, 정경현 교수 등 소수 학자들의 추정에 불과할 뿐 뚜렷하게 남아있는 정식 사서의 기록을 전부 부정해버릴 만한 명확한 사료적 근거는 사실상 전무하다.《전쟁과 역사》를 집필한 전쟁사 권위자 임용한 교수와 대한민국 국방부 군사편찬연구소의 공식자료는 고려사와 삼국사기의 고려군 병력 규모를 긍정하고 있다.